# Lucien Sportisse
Lucien Sportisse ou Sportiss est un militant communiste, né le 2 octobre 1905 à Constantine, en France. Instituteur, puis comptable, il s'investit dans le mouvement ouvrier et national algérien, en tant que syndicaliste et militant politique. En Métropole ensuite il participe à  la politique interne du parti communiste et poursuit son combat de lutte en faveur des paysans et des ouvriers défavorisés, en s'engageant dans la Résistance jusqu'à son assassinat par la Gestapo, le 22 mars 1944  à Lyon.

## Biographie
Aîné d'une famille de six enfants, Lucien Haï Sportisse fait ses études à Constantine, obtient le certificat d'études, puis le brevet supérieur. Il réussit brillamment son baccalauréat et entame des études d'histoire à la faculté d'Alger mais n'a pas les moyens financiers de continuer. Il retourne alors à Constantine, où il entreprend sa carrière d'instituteur à l'âge de 20 ans.
Il entre en conflit avec l'administration coloniale française en refusant d'adhérer à la contribution financière dite volontaire, mais en réalité imposée par l'État aux familles des élèves, malgré les revenus modestes de certains d'entre eux.
Il intègre la Section française de l'Internationale ouvrière (SFIO) où il s'engage en tant que militant politique en 1925. Il quitte cette organisation en 1927 et rejoint les Jeunesses communistes en 1930. D'idéologie marxiste, il opte pour un travail de classe qui présente une mise en commun des moyens de production. Il s'engage également dans la lutte contre le colonialisme, à l'égard des algériens musulmans, notamment porté vers le modèle capitaliste.

« On doit être, dans une certaine mesure, reconnaissant au capitalisme d'avoir spolié, brimé, saisi, étranglé les musulmans. Ceux-ci commencent à ouvrir les yeux, et à connaître leurs amis et leurs ennemis »

— Lucien Sportisse, le 17 novembre 1935.
Cet engagement n'est pas apprécié par les riches propriétaires et par les colonialistes et le conseil départemental de Constantine le révoque de ses fonctions en 1934. Par la suite, il part en Oranie, travailler en tant que coffreur-ferrailleur dans le bâtiment. Les employés ainsi que son frère témoignent de son attitude modeste au travail malgré son niveau d'éducation. Il adhère à la CGTU dont il devient rapidement secrétaire départemental et mène de nombreuses luttes.
Lucien Sportisse poursuit son action anticolonialiste afin d'offrir de meilleures conditions de travail pour la communauté ouvrière, chose qui déplaît au grands colons qui le condamnent à quatre mois de prison en 1935. Il est libéré, après trois mois de détention, grâce à la montée du Front populaire. À la réunification syndicale, il devient permanent de la CGT et entre au bureau de l’Union départementale d’Oran. Il participe aux grèves de l’été 1936.
En octobre 1936, il est élu au comité central du Parti communiste algérien (PCA) qui vient d'être créé. Au sein de ce parti, des débats autour de la priorité des luttes, le fascisme, où la colonisation, étaient menés. Lucien Sportisse pouvait s'exprimer parfaitement en arabe et ainsi s'adresser de manière courante aux prolétaires musulmans, ce qui présentait une menace au sein de la police politique au service des colons.
En 1936, il est réintégré dans l'enseignement primaire en métropole, à Puy-Saint-Vincent, petit village des Hautes-Alpes. Cette nomination hors de l'Algérie a été suggérée par l'administration coloniale afin de l'éloigner de son activité militante. Puis, il parvint à se faire muter à Sevran de 1937 à 1939, à la veille de la guerre où il devient secrétaire de la section du Parti communiste français (PCF). En 1943, il prend la charge et la direction du journal clandestin du Front national de la Résistance de la zone Sud-Est (Lyon), Le  Patriote. Très vite, il se fait une réputation dans la région et fait la connaissance de Marie Gallifet, qui se présente à lui en bon samaritain qui héberge des juifs et des militants antifascistes. Ce qu'il ignorait, c'est que cet agent double fournissait des informations sur ces militants à la Gestapo. C'est ainsi qu'elle remet la photo de Lucien Sportisse à la Gestapo et à ses miliciens français, qui tentent de le capturer et qui l'assassinent par balle alors qu'il tente de s'enfuir.
Lucien Sportisse meurt le 22 mars 1944  à Lyon.

## Influences
- Son jeune frère, William Sportisse, communiste engagé dans la lutte pour l'indépendance de l'Algérie, apporte son témoignage dans un livre intitulé : Le camp des oliviers[6],[7]
- Son épouse Alice Sportisse sera élue députée communiste du département d'Oran de 1945 à 1955, dans le collège des citoyens français.

## Hommages
- La rue Lucien-Sportiss à Sevran porte son nom.
- Une rue Lucien-Sportisse dans le 1er arrondissement de Lyon, de même qu'une plaque apposée sur le lieu de cette ville où il où il fut assassiné, maintiennent sa mémoire[1].

## Distinction
Lucien Sportisse a été déclaré « militaire des Forces françaises de l'intérieur (FFI), mort pour la France ».